# Kosmos 2001
Kosmos 2001 est une émission de télévision jeunesse québécoise diffusée du 22 octobre 1959 au 14 avril 1960 à la Télévision de Radio-Canada.

## Synopsis
Deux mondes s'affrontent, la terre et la planète Marshall.

## Fiche technique
- Scénarisation : Paul Legault et Elizabeth Vitez
- Réalisation : Rolland Guay
- Société de production : Société Radio-Canada

## Distribution
- André Cailloux : professeur Ahrmanov
- Roger Garand : professeur Benaras
- Marcel Cabay : ministre de la Vie sur la planète Marshall
- Yves Canuel : Lucillo
- Guy Ferron : Mordan
- Percy Rodriguez : président de la planète
- Mine Caron
- Georges Carrère
- Gilbert Delasoie
- Camille Ducharme
- Paul Hébert
- Roland Lepage